# Cnidiocarpa grossheimii
Cnidiocarpa grossheimii là một loài thực vật có hoa trong họ Hoa tán. Loài này được (Manden.) Pimenov mô tả khoa học đầu tiên năm 1983.